# Deep funk
Deep funk é um subgênero do funk que apresenta um som "pesado e enxuto", com ênfase no groove, improvisação e musicalidade, em vez da composição tradicional de músicas. O termo também é usado para descrever gravações raras de funk procuradas por colecionadores e DJs. Artistas como James Brown e The Meters foram pontos de referência básicos para o estilo.
O deep funk mais tarde ganhou popularidade graças a produtores de hip hop que buscavam novo material para samplear, bem como pelas cenas britânicas de rare groove e Northern soul. Embora a maioria do deep funk tenha sido originalmente lançada em discos de 45 rotações por minuto, lançamentos modernos por selos como Goldmine, BBE e Stones Throw, assim como as compilações de deep funk do DJ Keb Darge, ajudaram a levar o estilo para a era do CD.

Deep Funk é um gênero de funk, que, ao contrário do funk tradicional mainstream, possui um som mais pesado. O termo Deep Funk também é usado para colecionadores, DJs, e músicos que se identificam com o gênero. O nome do gênero foi inventado pelo DJ Keb Darge.
O foco do deep funk é recuperar discos de 45 rpm (por isso Deep Funk também é conhecido como Funk 45s) gravados entre as décadas de 1960 e 1970 por artistas locais dos EUA.
O termo deep funk é uma alusão a deep soul cunhado por Dave Godin.

## História
O nome surgiu após a noite de DJ "Legendary Deep Funk" de Keb Darge, realizada no clube noturno Madame Jojo's, no distrito de Soho, em Londres. A noite começou originalmente com Snowboy, Keb Darge e Greg Belson como DJs da sessão do clube.
O foco da cena é colecionar e tocar os raros de raros discos de 45 rotações de funk, geralmente lançados originalmente por grupos e artistas locais dos Estados Unidos durante as décadas de 1960 e 1970, que geralmente permaneciam em suas bases locais, tocando apenas em clubes e outros locais próximos, e lançando sua música em pequenos selos locais e regionais na época, na forma de singles de 7 polegadas e 45 rpm em quantidades bastante pequenas (normalmente cerca de 1.000 a 5.000 cópias ou menos), o que explica sua extrema raridade e alto valor colecionável. A maioria desses discos alcança valores de revenda bastante altos devido à sua escassez, com alguns sendo vendidos por valores de quatro a cinco dígitos.